# Transition (album de Steve Lukather)
Cet article concerne l'album de Steve Lukather. Pour l'album de John Coltrane, voir Transition.
Pour les articles homonymes, voir Transition (homonymie).
Albums de Steve Lukather
All's Well That Ends Well
(2010)

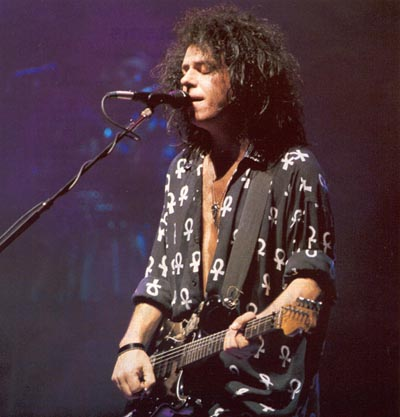
Le guitariste Steve Lukather en 1990.

Transition est le 6e album solo du guitariste américain de Toto, Steve Lukather, enregistré en 2012 et sorti en 2013.

## Titres de l'album
| No | Titre             | Durée |
| -- | ----------------- | ----- |
| 1. | Judgement Day     |       |
| 2. | Creep Motel       |       |
| 3. | Once Again        |       |
| 4. | Right The Wrong   |       |
| 5. | Transition        |       |
| 6. | Last Man Standing |       |
| 7. | Do I Stand Alone  |       |
| 8. | Rest Of The World |       |
| 9. | Smile             |       |

## Musiciens
- Steve Lukather : guitares, chants
- C.J Vanston : Claviers, Chœurs
- Steve Weingart : Claviers
- Trevor Lukather : Guitare
- John Pierce : Basse
- Nathan East : Basse
- Tal Wilkenfield : Basse
- Renee Jones : Basse
- Leland Sklar: basse
- Toss Panos : Batterie
- Chad Smith : Batterie
- Gregg Bissonette : Batterie
- Eric Valentine : Batterie
- Lenny Castro : Percussions
- Jenny Douglas : Chœurs
- Richard Page : Chœurs
- Phil Collen : Chœurs
- Kristine Helene : Chœurs
- Jack Raines: Chœurs